# Felix Brych
Felix Brych (ur. 3 sierpnia 1975 w Monachium) – niemiecki sędzia piłkarski. W latach 2007–2021 roku sędzia międzynarodowy.
W 2004 roku Felix Brych po raz pierwszy otrzymał nominację do prowadzenia spotkania w ramach rozgrywek Bundesligi niemieckiej. W 2007 roku został nominowany na sędziego międzynarodowego i wiosną 2008 roku sędziował spotkanie 3. rundy Pucharu UEFA pomiędzy Panathinaikosem a Rangers F.C. W sezonie 2008/2009 po raz pierwszy był rozjemcą spotkania w ramach Ligi Mistrzów.
W 2012 roku nie udało mu się znaleźć na liście sędziów wyznaczonych do prowadzenia spotkań Mistrzostw Europy, jednak pojechał na turniej piłkarski podczas Letnich Igrzysk Olimpijskich. 14 maja 2014 roku sędziował finał Ligi Europy UEFA pomiędzy Sevillą FC a Benfiką Lizbona, który zakończył się wygraną Sevilli w rzutach karnych. Znalazł się także na liście sędziów Mistrzostw Świata 2014, które zakończył jednak na dwóch spotkaniach fazy grupowej. Dwa lata później pojechał na Mistrzostwa Europy 2016 na których poprowadził mecz 1/4 finału pomiędzy Polską i Portugalią. 
3 czerwca 2017 roku sędziował finał Ligi Mistrzów UEFA pomiędzy Juventusem F.C. a Realem Madryt, który zakończył się wygraną Królewskich 4:1.
Rok później został nominowany na drugie w karierze Mistrzostwa Świata. Poprowadził na nich bardzo kontrowersyjny mecz pomiędzy Szwajcarią a Serbią zakończony wygraną Szwajcarów 2:1. Po meczu jednak dużo mówiło się o niepodyktowanym rzucie karnym dla Serbów, w sytuacji gdy Stephan Lichtsteiner oraz Fabian Schär powalili na murawę Aleksandara Mitrovicia. FIFA po spotkaniu podjęła decyzję, że nie będzie już więcej wyznaczała niemieckiego sędziego do prowadzenia spotkań na turnieju.
Ostatnim dużym turniejem w karierze Brycha były Mistrzostwa Europy 2020, na których dostąpił zaszczytu prowadzenia spotkania półfinałowego pomiędzy Włochami a Hiszpanią.
6 grudnia 2021 roku po raz ostatni był rozjemcą spotkania jako sędzia międzynarodowy w meczu Ligi Mistrzów UEFA pomiędzy Interem Mediolan a Realem Madryt.

## Sędziowane mecze Pucharu Konfederacji 2013
| Mecz             | Data       | Miejsce                          | Runda        | Wynik | Żółta kartka | Czerwona kartka |
| ---------------- | ---------- | -------------------------------- | ------------ | ----- | ------------ | --------------- |
| Japonia – Meksyk | 22.06.2013 | Estádio Mineirão, Belo Horizonte | Faza grupowa | 1:2   | 2            | 0               |

## Sędziowane mecze Mistrzostw Świata 2014
| Mecz                | Data       | Miejsce                  | Runda        | Wynik | Żółta kartka | Czerwona kartka |
| ------------------- | ---------- | ------------------------ | ------------ | ----- | ------------ | --------------- |
| Urugwaj – Kostaryka | 14.06.2014 | Castelão, Fortaleza      | Faza grupowa | 1:3   | 3            | 1               |
| Belgia – Rosja      | 22.06.2014 | Maracanã, Rio de Janeiro | Faza grupowa | 1:0   | 3            | 0               |

## Sędziowane mecze Mistrzostw Europy 2016
| Mecz                | Data       | Miejsce                    | Runda        | Wynik      | Żółta kartka | Czerwona kartka |
| ------------------- | ---------- | -------------------------- | ------------ | ---------- | ------------ | --------------- |
| Anglia – Walia      | 16.06.2016 | Stade Félix-Bollaert, Lens | Faza grupowa | 2:1        | 1            | 0               |
| Szwecja – Belgia    | 22.06.2016 | Allianz Riviera, Nicea     | Faza grupowa | 0:1        | 4            | 0               |
| Polska – Portugalia | 30.06.2016 | Stade Vélodrome, Marsylia  | Ćwierćfinał  | 1:1 k. 3:5 | 5            | 0               |

## Sędziowane mecze Mistrzostw Świata 2018
| Mecz                | Data       | Miejsce                        | Runda        | Wynik | Żółta kartka | Czerwona kartka |
| ------------------- | ---------- | ------------------------------ | ------------ | ----- | ------------ | --------------- |
| Serbia – Szwajcaria | 22.06.2018 | Stadion Kaliningrad, Królewiec | Faza grupowa | 1:2   | 5            | 0               |

## Sędziowane mecze Mistrzostw Europy 2020
| Mecz                | Data       | Miejsce                          | Runda        | Wynik      | Żółta kartka | Czerwona kartka |
| ------------------- | ---------- | -------------------------------- | ------------ | ---------- | ------------ | --------------- |
| Holandia – Ukraina  | 13.06.2021 | Johan Cruyff ArenA, Amsterdam    | Faza grupowa | 3:2        | 1            | 0               |
| Finlandia – Belgia  | 21.06.2021 | Stadion Kriestowskij, Petersburg | Faza grupowa | 0:2        | 0            | 0               |
| Belgia – Portugalia | 27.06.2021 | Estadio La Cartuja, Sewilla      | 1/8 Finału   | 1:0        | 5            | 0               |
| Ukraina – Anglia    | 3.07.2021  | Stadio Olimpico, Rzym            | Ćwierćfinał  | 0:4        | 0            | 0               |
| Włochy – Hiszpania  | 6.07.2021  | Stadion Wembley, Londyn          | Półfinał     | 1:1 k. 4:2 | 3            | 0               |